# Pseudocalyx macrophyllus
Pseudocalyx macrophyllus är en akantusväxtart som beskrevs av G. Mcpherson och A. Louis. Pseudocalyx macrophyllus ingår i släktet Pseudocalyx och familjen akantusväxter. Inga underarter finns listade i Catalogue of Life.